# Rajd Lotos Baltic Cup 2009
5. Rajd Lotos Baltic Cup – 5. edycja Rajdu Lotos Baltic Cup. Był to rajd samochodowy rozgrywany od 5 do 7 czerwca 2009 roku. Bazą rajdu było miasto Gdańsk. Była to druga runda Rajdowych Samochodowych Mistrzostw Polski w roku 2009. Rajd składał się z trzynastu odcinków specjalnych (jeden z nich anulowano).

## Wyniki końcowe rajdu[1]
| Miejsce | Kierowca              | Pilot              | Samochód                   | Czas      | Strata   | Grupa Klasa | Punkty |
| ------- | --------------------- | ------------------ | -------------------------- | --------- | -------- | ----------- | ------ |
| 1       | Leszek Kuzaj          | Robert Hundla      | Peugeot 207 S2000          | 1:28:53.4 | –        | S2000       | 35     |
| 2       | Bryan Bouffier        | Xavier Panseri     | Mitsubishi Lancer Evo IX   | 1:29:17.9 | +24.5    | N4          | 28     |
| 3       | Zbigniew Staniszewski | Bartłomiej Boba    | Mitsubishi Lancer Evo IX   | 1:31:02.0 | +2:08.6  | N4          | 19     |
| 4       | Michał Sołowow        | Maciej Baran       | Peugeot 207 S2000          | 1:31:23.6 | +2:30.2  | S2000       | 16     |
| 5       | Kajetan Kajetanowicz  | Jarosław Baran     | Subaru Impreza STi N14     | 1:31:55.6 | +3:02.2  | N4          | 12     |
| 6       | Maciej Oleksowicz     | Andrzej Obrębowski | Peugeot 207 S2000          | 1:32:14.8 | +3:21.4  | S2000       | 8      |
| 7       | Tomasz Kuchar         | Daniel Dymurski    | Peugeot 207 S2000          | 1:32:19.4 | +3:26.0  | S2000       | 13     |
| 8       | Tomasz Czopik         | Magdalena Lukas    | Mitsubishi Lancer Evo IX   | 1:32:57.4 | +4:04.0  | N4          | 7      |
| 9       | Tomasz Trembicki      | Grzegorz Gołda     | Mitsubishi Lancer Evo VIII | 1:37:21.1 | +8:27.7  | Open        | ?      |
| 10      | Zbigniew Maliński     | Joanna Madej       | Mitsubishi Lancer Evo IX   | 1:41:00.3 | +12:06.9 | N4          | 1      |
| 11      | Paweł Stefanicki      | Bartosz Bil        | Honda Civic Type-R R3      | 1:41:11.3 | +12:17.9 | A7          | 0      |